# Рудолф IV фон Юзенберг-Кенцинген
Рудолф IV фон Юзенберг-Кенцинген 'Млади' (на немски: Rudolf IV 'the Younger' von Üsenberg-Kenzingen; † 5 януари 1304) от фамилията на господарите на Юзенберг, е господар Кенцинген/Юзенберг на Рейн в Брайзгау в югозапада на Баден-Вюртемберг.
Той е син на Рудолф II фон Кенцинген († 1259) и втората му съпруга Елизабет фон Лихтенберг (* ок. 1246; † сл. 1270), дъщеря на Хайнрих II фон Лихтенберг († 1269), фогт фон Страсбург, и втората му съпруга Елизабет. Майка му Елизабет фон Лихтенберг се омъжва втори път ок. 1254 г. (или ок. 1270) за граф Хайнрих I фон Геролдсек († 1296/1298). През 1249 г. баща му Рудолф II основава град Кенцинген при селото Кенцинген.
Полубрат е на Рудолф III фон Юзенберг-Кенцинген († 1296), Буркхард III фон Юзенберг-Кенцинген († 1305/ 1334), и на Валтер II фон Геролдсек († 1289), Херман II фон Геролдсек († 1298), Гебхард фон Юзенберг († сл. 1319), и Елизабет фон Геролдсек († сл. 1285), омъжена за граф Йохан I фон Изенбург-Лимбург († 1312).

## Фамилия
Рудолф IV фон Юзенберг-Кенцинген се жени за Аделхайд († сл. 1293). Те имат децата:
- Фридрих фон Кенцинген († между 28 ноември 1353 – 12 юли 1356), женен пр. 20 март 1350 г. за Сузана II фон Геролдсек († сл. 1393
- Елизабет фон Юзенберг († сл. 11 февруари 1306), омъжена пр. 13 януари 1301 г. за Хайнрих IV фон Раполтщайн-Хоенак († 11 март 1354), син на Улрих III фон Раполтщайн († 1283) и Аделхайд фон Дирзберг-Геролдсек († 1300)
- Анна фон Юзенберг, омъжена пр. 11 февруари 1306 г. за Хайнрих фон Шварценберг († сл. 11 февруари 1327), син на Вилхелм фон Шнабелбург († 1306) и Хайлика фон Дирзберг († 1305)
- Хуго фон Юзенберг-Кенцинген (* в Кенцинген-Курнберг; † 1343), женен пр. 1 февруари 1306 г. за София фон Хорбург († сл. 20 юни 1316), дъщеря на Буркард фон Хорбург († 1315) и Аделхайд фон Фрайбург († 1300); имат три дъщери

Според друг източник тези деца са на полубрат му Рудолф III фон Юзенберг-Кенцинген.

## Галерия
- Баща му Рудолф II фон Юзенберг в Кенцинген
- Родословно дърво на фон Юзенберг, табела в Кенцинген